# Helmut Thiele

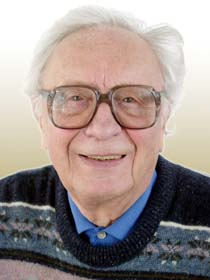
Helmut Thiele w roku 2001

Helmut Thiele (ur. 20 czerwca 1926 w Saratodze, zm. 10 stycznia w 2003 w Kolonii) – niemiecki matematyk, który pracował w dziedzinie logiki matematycznej i podstaw matematyki, teorii algorytmów, składni i semantyki języków formalnych, teorii informacji, teorii złożoności wykrywania i logiki rozmytej (Fuzzy-Logik). Uzyskał podstawowe wyniki z pogranicza matematyki i informatyki. Był uczniem Karla Schrötera (1905−1977).

## Życie
Po ponad dziesięciu lat jako asystent i adiunkt w Instytucie Logiki Matematycznej na Uniwersytecie Humboldta w Berlinie Helmut Thiele został powołany w 1964 profesorem w Instytucie Matematycznym Friedrich-Schiller-Universität Jena (Uniwersytet w Jenie). W latach 1968–1991 był profesorem logiki matematycznej i teoretycznej informatyki na Wydziale Matematyki na Uniwersytecie Humboldta w Berlinie. Wykładał także na zagranicznych uczelniach.
Od 1991 aż do śmierci pracował na Uniwersytecie w Dortmundzie. Tam poświęcił się nauczaniu zastosowań logiki matematycznej w dziedzinie informatyki i badań rozwoju logiki rozmytej, ostatnio w specjalnych badań terenowych Computational Intelligence (pol.: inteligencja komputerowa).